# Wolfgang Ullmann
Pour les articles homonymes, voir Ullmann.
Wolfgang Ullmann, né le 18 août 1929 à Gottleuba et mort le 30 juillet 2004 à Adorf/Vogtl. est un journaliste, théologien et homme politique est-allemand. Il est brièvement ministre sans portefeuille en 1990.
Il est également député à la Volkskammer (Chambre du peuple), au Bundestag puis au Parlement européen.

## Biographie
Wolfgang Ullmann naît à Gottleuba, près de Dresde. De 1948 à 1954, il étudie la théologie protestante et la philosophie, d'abord à l’université de Berlin, puis à l'celle de Göttingen. Il rejoint l'Allemagne de l'Est (RDA) en 1954 et devient pasteur. En 1963, il devient maître de conférence en histoire religieuse à Naumburg.
À partir de 1978, il officie à l'Église protestante Berlin-Brandebourg-Haute Lusace silésienne, à Berlin-Est. Il devient ensuite membre d’un groupe religieux opposé à la dictature de la RDA, ces organisations étant protégées de la répression en raison de la tutelle qu’exerce l'Église protestante. En 1990, il est brièvement ministre sans portefeuille au sein du cabinet Modrow ainsi que député à la Volkskammer (Chambre du peuple). Après la réunification allemande, il est député au Bundestag puis, de 1994 à 1998, député au Parlement européen au sein du parti Alliance 90 / Les Verts.
Marié depuis 1956 et père de trois enfants, il meurt lors d'un séjour dans l'Erzgebirge.